# H.S. Vodskov
Hans Sofus Vodskov (16. september 1846 på Bornholm - 16. marts 1910 i København) var en dansk æstetiker og religionshistoriker.
Vodskov blev student 1865 efter først at have deltaget i krigen 1864. I København, hvor han levede til 1887, drev han frie studier af skønlitteratur, filosofi og mytologi. Han havde et anset navn som litteraturkritiker og gjorde sig fortjent ved at oversætte Taines Den engelske Litteraturs Historie. Hans første selvstændige skrift var Spredte Studier (1884), hvori han samlede en del af sine kritikker; navnlig hans bedømmelse af Grundtvig og Goldschmidt og hans bestemmelse af Søren Kierkegaards forfatterskab gik langt ud over målet af sædvanlig bladkritik, og den dygtighed, han her lagde for dagen, høstede så megen anerkendelse, at man fra formående side tænkte på at besætte professoratet i æstetik med ham, hvad han dog undslog sig for at modtage. 
Vodskovs interesser tog imidlertid samtidig retning mod en anden videnskab: religionshistorien. Allerede i Spredte Studier fandtes en slående og vittig kritik af Sophus Bugges nordiske mytologi, og da han fik understøttelse fra statens og Carlsbergfondets side, begyndte han udgivelsen af sit hovedværk Sjæledyrkelse og Naturdyrkelse, hvoraf han dog kun nåede at offentliggøre 1. bind 
(1890—97). En original og fængslende betragtning af menneskehedens oprindelige livsvilkår, hvori Vodskov drager til felts mod "Vandrekultur", hvilken han erstatter med "primitiv Spredning" og udvikling af lokalkultur, indleder dette værk, hvorefter han vender sig til en fremstilling af den oldindiske kultur og Vedareligionen.
Denne betragter han i skarp polemik mod Friedrich Max Müller som en sen og reflekteret præstereligion, hvis hymner har altarets magi og ikke (som franskmanden Abel Bergaigne, hvem Vodskov udførlig kritiserer, mente) naturfilosofiske spekulationer til sit hovedindhold. Dette værk vakte den største opmærksomhed i lærde kredse, ikke mindst i Tyskland og Frankrig; men da det aldrig er blevet oversat, har det dog ikke fået den betydning, det kunne gøre krav på. I behandlingen af det danske sprog står Vodskov meget højt; såvel de spredte studier som indledningen til Sjæledyrkelse og Naturdyrkelse vil allerede af den grund aldrig tabe deres værd.